# Michel Ferté
Michel Ferté, född 8 december 1958 i Falaise, Calvados, död 4 januari 2023 i Le Mans, Sarthe, var en fransk racerförare. Han var bror till racerföraren Alain Ferté.

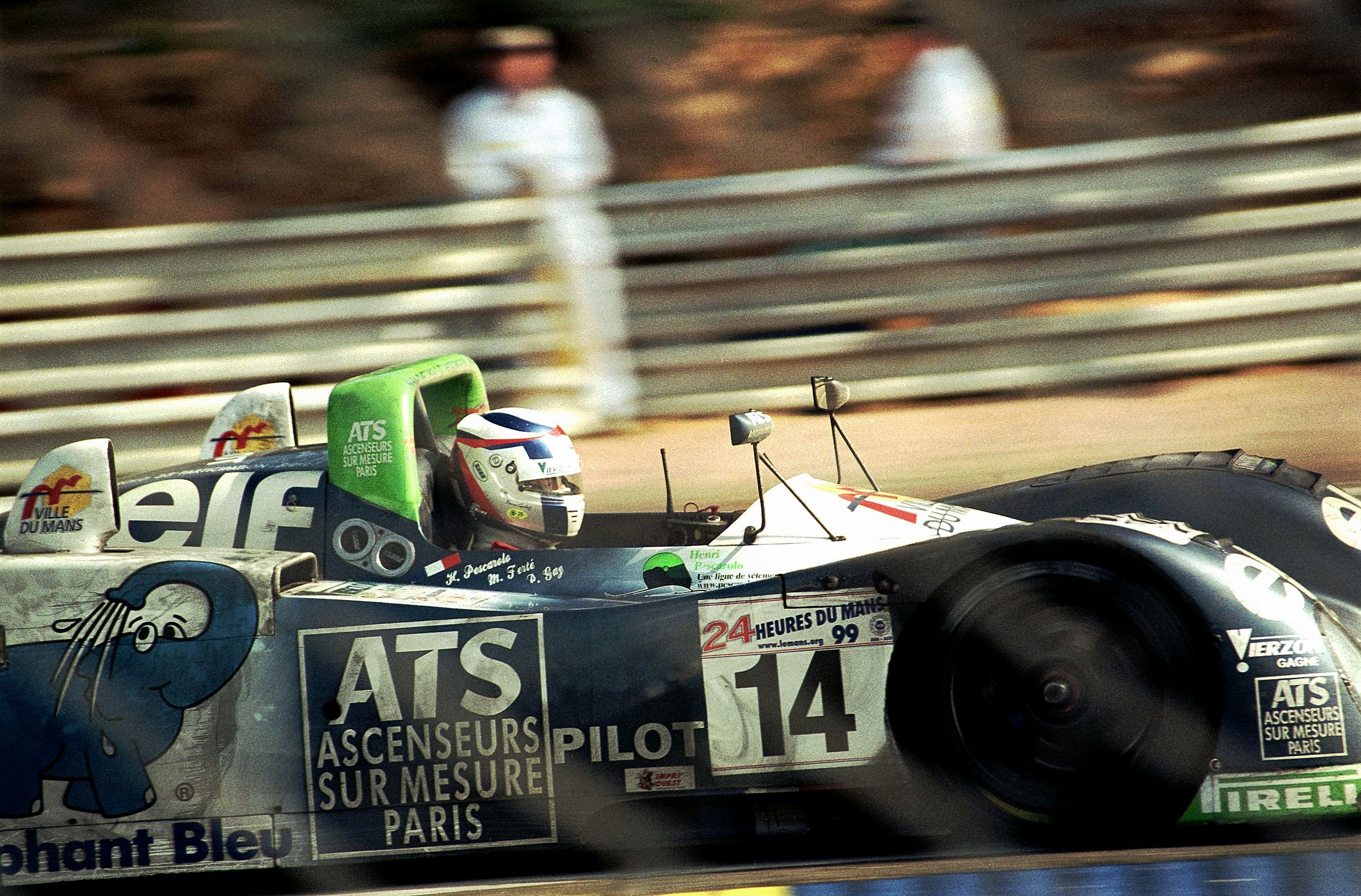
Michel Ferté i en Courage C50 vid Le Mans 24-timmars 1999.